# Pandanus salailuaensis
Pandanus salailuaensis är en enhjärtbladig växtart som beskrevs av Ugolino Martelli. Pandanus salailuaensis ingår i släktet Pandanus och familjen Pandanaceae.
Artens utbredningsområde är Samoa. Inga underarter finns listade.